# Дугонькорт
Дугонькорт (чечен. ДугӀанга корта, ороним переводится как «тризны вершина») — горная вершина в Итум-Калинском районе Чеченской Республики. Высота над уровнем моря составляет 2231 метр. Расположена в междуречье Аргуна и Мулканэка.
Ближайшие населённые пункты Конжухой, Кокадой и Итум-Кали.